# Michael Fairbanks
Michael Fairbanks é um economista norte-americano.
Era "o líder da Country Competitiveness Practice, da Monitor Company. Na [década de 1990], assessorou governos e líderes do setor privado na África, no Oriente Médio e na Amperica Latina".
Fez parte, junto com Mikhail Gorbachev, Jane Goodall e Joe Stiglitz (entre outros), da Commission on Globalization.
O seu proximo livro, 'In the River They Swim: Essays in Enterprise Solutions to Poverty, sera lancado no Abril de 2009 nos EUA.

## Publicações
- "Mudança de mentalidade de um país: elementos de um processo para criar prosperidade". In: A cultura importa. Organização: Lawrence E. Harrison e Samuel P. Huntington; tradução Berilo Vargas. Imprenta Rio de Janeiro: Record, 2002.
- Co-autor, com Stace Lindsay, de Plowing the Sea: Nurturing the Hidden Sources of Growth in the Developing World.